# Southwick (Hampshire)
Southwick – wieś w Anglii, w hrabstwie Hampshire, w dystrykcie Winchester. Leży 29 km na południowy wschód od miasta Winchester i 99 km na południowy zachód od Londynu. Miejscowość liczy 317 mieszkańców.